# هارولد کاگل
هارولد کاگل (انگلیسی: Harold Cagle; ۳ اوت ۱۹۱۳ – ۲۸ نوامبر ۱۹۷۷) ورزشکار دو و میدانی اهل ایالات متحده آمریکا بود.